# Zwölfmorgental
Das Zwölfmorgental (bis 1900: Zwölfmorgenthal) ist ein Gebirgseinschnitt im Harz, südwestlich von Wernigerode. Das Tal erstreckt sich westlich der Harburg und mündet im Zillierbachtal in Nöschenrode. Aufgrund der geringen Länge des Talgrundes gibt es nur ein kleines Rinnsal als Fließgewässer, zumal im oberen Talgrund früher ein Wasserbehälter zum Auffangen des Wassers diente.
Die Hänge des oberen Zwölfmorgentales werden für Wintersportaktivitäten des Skiklubs Wernigerode genutzt, dazu existiert auch ein Skilift, der als Tellerlift rund 400 m Abfahrt bietet.
Im mittleren Talgrund befinden sich die Zwölfmorgentalschanzen mit dem Schanzenhaus. Bis hierhin ist auch eine öffentliche Befahrung des Tales mit Kraftfahrzeugen möglich. Das untere Zwölfmorgental ist fast komplett bebaut.